# Keke Rosberg
Keijo Erik Rosberg ou simplesmente conhecido como Keke Rosberg (Solna, Suécia, 6 de dezembro de 1948) é um ex-piloto de Fórmula 1 no princípio dos anos 1980 e, apesar de seu local de nascimento, foi o terceiro piloto da Finlândia na categoria, depois de Leo Kinnunen e Mikko Kozarowitzky.

## Carreira

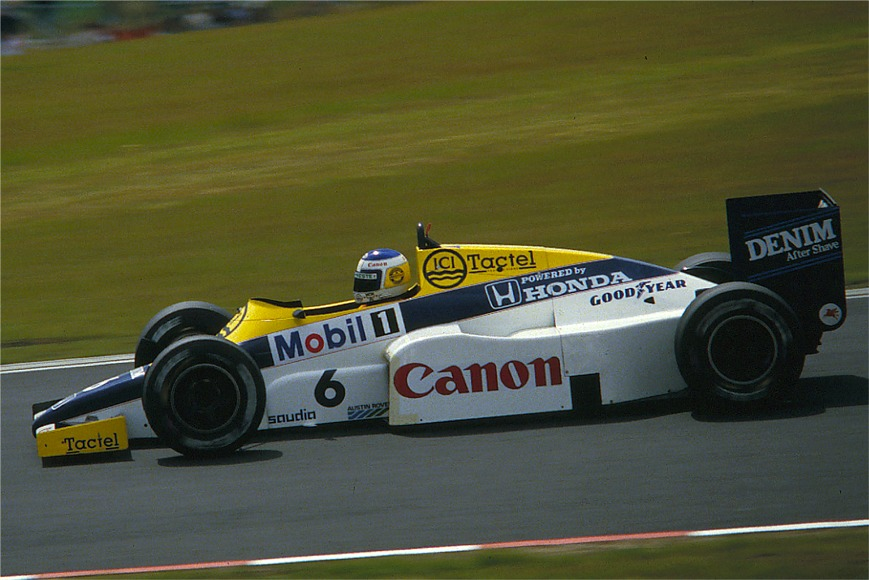
Rosberg pela Williams em 1985.

Keke começou relativamente tarde sua carreira na Fórmula 1, estreando com 29 anos de idade depois de passar pela Toyota Atlantic series, Formula Vê, Fórmula 5000 e pela Fórmula 2. Ele foi contratado pela equipe Theodore de Teddy Yip em 1978. Teddy não tinha conseguido qualificar a equipe com o antigo piloto e escolheu Keke para substituí-lo. Keke ganhou uma corrida na chuva em Silverstone, com um carro claramente inferior, mas que não valia pelo campeonato. Apesar disso Keke só conseguiu qualificar a equipe Theodore para o Grande Prêmio da África do Sul de 1978 e o carro foi abandonado no meio da temporada.
Em 1979, a ATS ofereceu uma vaga para Keke, mas ele resolver correr em outra categoria (Can-Am). Depois da aposentadoria de James Hunt, logo após o Grande Prêmio de Mônaco, a equipe Wolf escolheu Keke para substituí-lo. Nesta temporada a melhor colocação de Keke foi um 9º lugar no Grande Prêmio da França de 1979.
Em 1980, a equipe foi vendida para Emerson Fittipaldi. Na primeira corrida, o Grande Prêmio da Argentina de 1980, terminou em 3º e durante a temporada não conseguiu nenhum outro resultado expressivo. Em 1981 teve um ano difícil chegando a não se qualificar por várias corridas.
Em 1982, Frank Williams deu-lhe a chance de correr por sua equipe. Foi um dos campeonatos mais conturbados, tristes e disputados da história da Fórmula 1, Keke Rosberg conquistou a primeira vitória na categoria no Grande Prêmio da Suíça de 1982 em Dijon-Prenois na França, e com ela assumiu a liderança na antepenúltima etapa do mundial. O francês Didier Pironi da Ferrari caía para a segunda posição, mas estava ausente da disputa em função do acidente nos treinos livres do Grande Prêmio da Alemanha de 1982 em Hockenheim. O único que podia enfrentar o piloto finlandês da Williams era o norte-irlandês John Watson da McLaren. Antes da última corrida do ano, o Grande Prêmio de Las Vegas, nos Estados Unidos, Rosberg liderava com três pontos de vantagem sobre Watson. Para ser campeão, o finlandês tinha que finalizar em 6º, caso o norte-irlandês da McLaren vença. Watson terminou em 2º enquanto Rosberg concluiu em 5º lugar conquistando o campeonato. Ele igualou o recorde de Mike Hawthorn ao ser campeão com apenas uma vitória na temporada.
No ano de 1983, ganhou sua segunda corrida, no Grande Prêmio de Mônaco com chuva, sendo o único piloto a optar por pneus de pista seca. Depois disso, o atual campeão não conseguiu acompanhar as equipes com o motor Turbo que era amplamente superior aos Ford Cosworth aspirado. Fora da disputa, o finlandês foi complementando o restante do campeonato. A equipe Williams conseguiu um acordo com os japoneses, e estreou o motor Honda Turbo na última prova nos dois carros, o Grande Prêmio da África do Sul em Kyalami. Logo na estreia do novo motor, Rosberg marca 2 pontos com o 5º lugar.
O campeonato de 1984 não teve nenhum resultado expressivo, além de um 2º lugar no Grande Prêmio do Brasil, em Jacarepaguá, a prova de abertura. O ano seria de aprendizado, já que seria a primeira temporada completa que o chassi teria que se adaptar ao motor japonês. O piloto finlandês foi responsável pela primeira vitória com o motor Honda turbo, o Grande Prêmio de Dallas de 1984. Depois dessa vitória, o piloto teve três abandonos seguidos e uma prova em 8º lugar, além de mais três corridas seguidas sem concluí-las também. Terminou o ano em 8º com 20,5 pontos.
Em 1985, com o carro mais adaptado ao motor, o piloto conseguia se classificar melhor, mas principalmente com o rendimento em corrida, ele fez um grande campeonato como a ultrapassagem na última volta no Grande Prêmio da França de 1985, em Paul Ricard, em cima de Alain Prost da McLaren na disputa pela 2ª posição. Rosberg venceu a primeira corrida na Oceania, o Grande Prêmio da Austrália de 1985, em Adelaide. Rosberg terminou o ano em 3º lugar superando Ayrton Senna por 2 pontos na classificação final. Antes de terminar o mundial, o piloto anunciou que ia deixar a Williams que fez um grande campeonato na segunda fase com três vitórias seguidas na reta final indo para McLaren no ano seguinte.

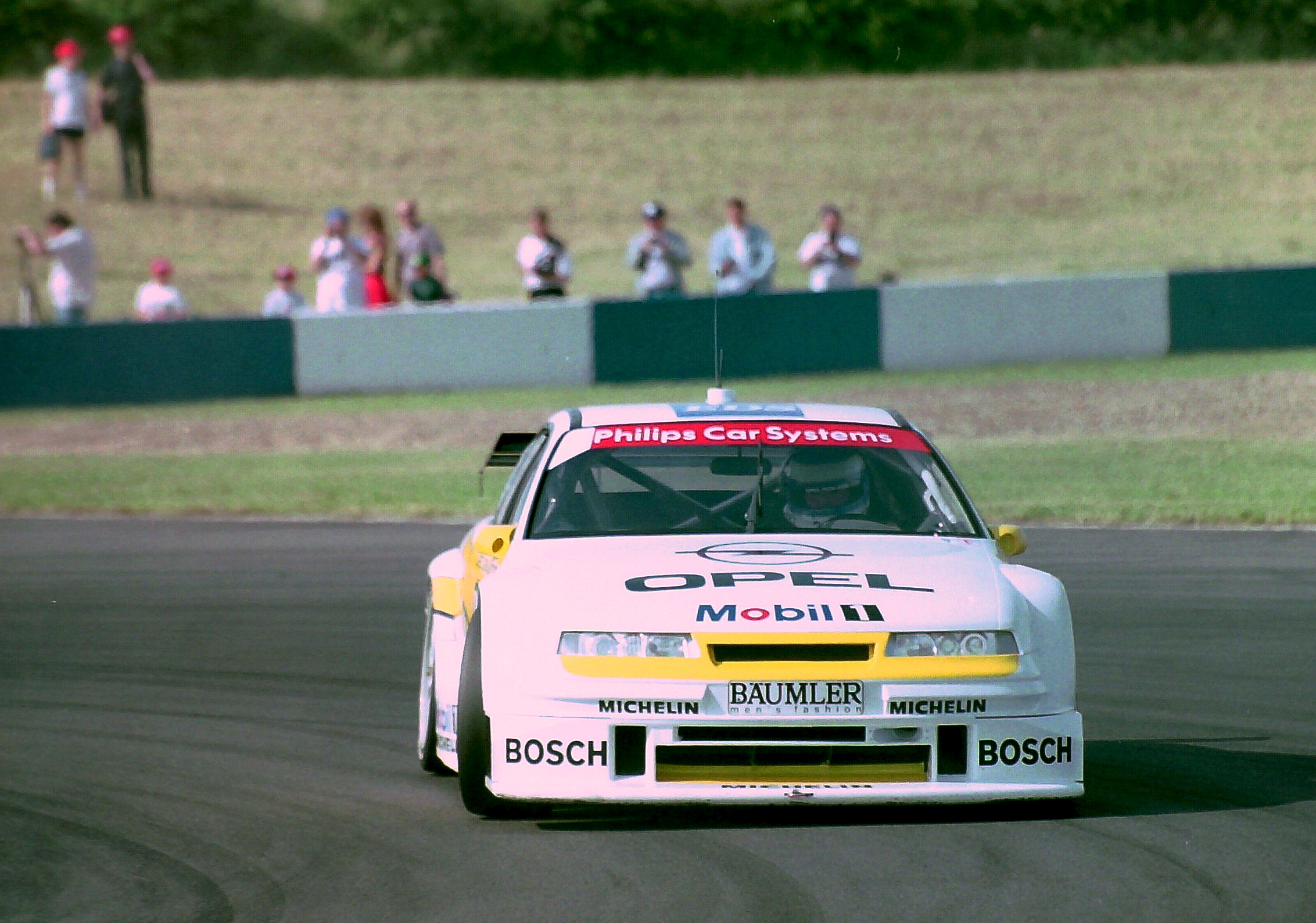
Rosberg na DTM em 1994.

Em sua nova equipe em 1986, ele não conseguiu acompanhar o ritmo do seu companheiro de equipe, o francês Alain Prost. O finlandês não venceu nenhuma corrida e teve apenas um podium naquele ano, o Grande Prêmio de Mônaco de 1986, terminando em 2º lugar. Com o rendimento muito abaixo do esperado, Rosberg abandonou a Fórmula 1 após o Grande Prêmio da Austrália de 1986, em Adelaide.
Keke Rosberg foi o tutor de Mika Hakkinen por toda a sua carreira. Também cuida da carreira de seu filho Nico Rosberg, que após vencer o título da GP2 em 2005 se transferiu para a Fórmula 1 pela equipe Williams em 2006.

## Fórmula 1[1]
(legenda) (Corrida em negrito indica pole position e em itálico indica volta mais rápida)
| Ano  | Nome Oficial da Equipe          | Chassis  | Motor                    | 1         | 2         | 3         | 4         | 5         | 6         | 7         | 8         | 9         | 10        | 11        | 12        | 13        | 14        | 15        | 16        | Pontos | Posição  |
| ---- | ------------------------------- | -------- | ------------------------ | --------- | --------- | --------- | --------- | --------- | --------- | --------- | --------- | --------- | --------- | --------- | --------- | --------- | --------- | --------- | --------- | ------ | -------- |
| 1978 | Theodore Racing Hong Kong       | TR1      | Ford Cosworth DFV V8     | ARG       | BRA       | RSA Ret G | USW NQ G  | MON NPQ G | BEL NQ G  | ESP NPQ G |           |           |           |           |           |           |           |           |           | 0      | NC (29º) |
| 1978 | ATS Racing Team                 | HS1      | Ford Cosworth DFV V8     | ARG       | BRA       |           |           |           |           |           | SUE 15º G | FRA 16º G | GBR Ret G |           |           |           |           |           |           | 0      | NC (29º) |
| 1978 | Theodore Racing Hong Kong       | Wolf WR3 | Ford Cosworth DFV V8     | ARG       | BRA       |           |           |           |           |           |           |           |           | GER 10º G | AUT NC G  |           |           |           |           | 0      | NC (29º) |
| 1978 | Theodore Racing Hong Kong       | WR4      | Ford Cosworth DFV V8     | ARG       | BRA       |           |           |           |           |           |           |           |           |           |           | HOL Ret G | ITA NPQ G |           |           | 0      | NC (29º) |
| 1978 | ATS Racing Team                 | D1       | Ford Cosworth DFV V8     | ARG       | BRA       |           |           |           |           |           |           |           |           |           |           |           |           | USE Ret G | CAN NC G  | 0      | NC (29º) |
| 1979 | Olympus Cameras Wolf Racing     | WR8      | Ford Cosworth DFV V8     | ARG       | BRA       | RSA       | USW       | ESP       | BEL       | MON       | FRA 9º G  |           | ALE Ret G |           |           | ITA Ret G |           |           |           | 0      | NC (29º) |
| 1979 | Olympus Cameras Wolf Racing     | WR7      | Ford Cosworth DFV V8     | ARG       | BRA       | RSA       | USW       | ESP       | BEL       | MON       |           | GBR Ret G |           |           |           |           |           |           |           | 0      | NC (29º) |
| 1979 | Olympus Cameras Wolf Racing     | WR9      | Ford Cosworth DFV V8     | ARG       | BRA       | RSA       | USW       | ESP       | BEL       | MON       |           |           |           | AUT Ret G | HOL Ret G |           | CAN NQ G  |           |           | 0      | NC (29º) |
| 1979 | Olympus Cameras Wolf Racing     | WR8/9    | Ford Cosworth DFV V8     | ARG       | BRA       | RSA       | USW       | ESP       | BEL       | MON       |           |           |           |           |           |           |           | USE Ret G |           | 0      | NC (29º) |
| 1980 | Skol Fittipaldi Team            | F7       | Ford Cosworth DFV V8     | ARG 3º G  | BRA 9º G  | AFS Ret G | USW Ret G | BEL 7º G  | MON NQ G  | FRA Ret G | GBR NQ G  |           |           |           |           |           |           |           |           | 6      | 10º      |
| 1980 | Skol Fittipaldi Team            | F8       | Ford Cosworth DFV V8     |           |           |           |           |           |           |           |           | GER Ret G | AUT 16º G | HOL NQ G  | ITA 5º G  | CAN 9º G  | USE 10º G |           |           | 6      | 10º      |
| 1981 | Fittipaldi                      | F8C      | Ford Cosworth DFV V8     | USW Ret M | BRA 9º M  | ARG Ret M | SMR Ret A | BEL Ret A | MON NQ A  | ESP 12º M | FRA Ret M | GBR Ret M | GER NQ M  | AUT       | HOL NQ P  | ITA NQ P  | CAN NQ P  | LVG 10º P |           | 0      | NC (26º) |
| 1982 | TAG Williams Team               | FW07C    | Ford Cosworth DFV V8     | RSA 5º G  | BRA DSQ G | USW 2º G  | SMR       |           |           |           |           |           |           |           |           |           |           |           |           | 44     | 1º       |
| 1982 | TAG Williams Team               | FW08     | Ford Cosworth DFV V8     |           |           |           | SMR       | BEL 2º G  | MON Ret G | DET 4º G  | CAN Ret G | HOL 3º G  | GBR Ret G | FRA 5º G  | GER 3º G  | AUT 2º G  | SUI 1º G  | ITA 8º G  | LVG 5º G  | 44     | 1º       |
| 1983 | TAG Williams Team               | FW08C    | Ford Cosworth DFV V8     | BRA DSQ G | USW Ret G | FRA 5º G  | SMR 4º G  | MON 1º G  | BEL 5º G  | DET 2º G  | CAN 4º G  | GBR 11º G | GER 10º G | AUT 8º G  | HOL Ret G | ITA 11º G | EUR Ret G |           |           | 27     | 5º       |
| 1983 | TAG Williams Team               | FW09     | Honda RA163E V6 Turbo    |           |           |           |           |           |           |           |           |           |           |           |           |           |           | RSA 5º G  |           | 27     | 5º       |
| 1984 | Williams Grand Prix Engineering | FW09     | Honda RA163E V6 Turbo    | BRA 2º G  | RSA Ret G | BEL 4º G  | SMR Ret G | FRA 6º G  | MON 4º1 G | CAN Ret G | DET Ret G | DAL 1º G  |           |           |           |           |           |           |           | 20.5   | 8º       |
| 1984 | Williams Grand Prix Engineering | FW09B    | Honda RA163E V6 Turbo    |           |           |           |           |           |           |           |           |           | GBR Ret G | GER Ret G | AUT Ret G | HOL 8º G  | ITA Ret G | EUR Ret G | POR Ret G | 20.5   | 8º       |
| 1985 | Canon Williams Honda Team       | FW10     | Honda RA163E V6 Turbo    | BRA Ret G | POR Ret G | SMR Ret G | MON 8º G  | CAN 4º G  | DET 1º G  | FRA 2º G  | GBR Ret G | GER 12º G | AUT Ret G | HOL Ret G | ITA Ret G | BEL 4º G  | EUR 3º G  | RSA 2º G  | AUS 1º G  | 40     | 3º       |
| 1986 | Marlboro McLaren International  | MP4/2C   | TAG-Porsche P01 V6 Turbo | BRA Ret G | ESP 4º G  | SMR 5º G  | MON 2º G  | BEL Ret G | CAN 4º G  | DET Ret G | FRA 4º G  | GBR Ret G | GER 5º G  | HUN Ret G | AUT 9º G  | ITA 4º G  | POR Ret G | MEX Ret G | AUS Ret G | 22     | 6º       |

- ↑1  Corrida encerrada antes de dois terços da prova serem completados, foram computados metade dos pontos.[2]

### 24 Horas de Le Mans[3]
| Ano  | Equipe               | Nº | Co-Pilotos                           | Chassi                | Pneus | Classe | Voltas | Posição | Posição Na Categoria |
| Ano  | Equipe               | Nº | Co-Pilotos                           | Motor                 | Pneus | Classe | Voltas | Posição | Posição Na Categoria |
| ---- | -------------------- | -- | ------------------------------------ | --------------------- | ----- | ------ | ------ | ------- | -------------------- |
| 1991 | Peugeot Talbot Sport | 6  | Yannick Dalmas Pierre-Henri Raphanel | Peugeot 905           | M     | C1     | 68     | DNF     | DNF                  |
| 1991 | Peugeot Talbot Sport | 6  | Yannick Dalmas Pierre-Henri Raphanel | Peugeot SA35 3.5L V10 | M     | C1     | 68     | DNF     | DNF                  |